# Бразильско-эфиопские отношения
Бразильско-эфиопские отношения — двусторонние дипломатические отношения между Бразилией и Эфиопией. Государства являются членами БРИКС, Группы 77 и Организации Объединённых Наций.

## История
В 1951 году страны установили дипломатические отношения. В 1960 году Бразилия открыла посольство в Аддис-Абебе. В декабре 1960 года негус Эфиопии Хайле Селассие посетил с официальным визитом Бразилию, к ходе которого провел переговоры с президентом Бразилии Жуселину Кубичеком и посетил Национальный конгресс. Визит негуса был прерван через четыре дня, так как ему пришлось вернуться в Эфиопию из-за неудачной попытки государственного переворота. Через несколько лет после визита негуса Бразилия закрыла посольство в Аддис-Абебе.
В 2005 году Бразилии был предоставлен статус постоянного наблюдателя при Африканском союзе, штаб-квартира которого расположена в Эфиопии. В том же году Бразилия вновь открыла свое посольство в Аддис-Абебе. В 2011 году Эфиопия открыла посольство в Бразилиа. В июне 2012 года премьер-министр Эфиопии Мелес Зенауи направился в Рио-де-Жанейро для участия в конференции ООН по устойчивому развитию Рио+20. В мае 2013 года президент Бразилии Дилма Русеф направилась в Эфиопию, чтобы принять участие в праздновании 50-летия Африканского союза, где она провела переговоры с премьер-министром Эфиопии Хайлемариамом Десаленем.
Между странами налажено взаимодействие на высоком уровне, что способствовало активизации двустороннего диалога и сотрудничества в таких областях, как сельское хозяйство, возобновляемые источники энергии, наука и техника, образование и социальное развитие. В апреле 2018 года в Аддис-Абебе состоялась первая встреча двусторонних политических консультаций. В рамках существующего партнерства между Embrapa и Эфиопским институтом сельскохозяйственных исследований государства реализуют проекты технического сотрудничества в области устойчивого лесопользования и управления кислыми почвами. Страны также участвуют в проектах сотрудничества в области базовой санитарии и переписи населения.

## Двусторонние соглашения
Между государствами подписано несколько соглашений, таких как: Соглашение о двустороннем техническом сотрудничестве (2012 год); Меморандум о взаимопонимании по созданию механизма политических консультаций (2012 год); Меморандум о взаимопонимании по сельскохозяйственному сотрудничеству (2013 год); Соглашение о научно-техническом и инновационном сотрудничестве (2013 год); Соглашение об образовательном сотрудничестве (2013 год); Соглашение о воздушном сообщении (2013 год); Соглашение об избежании двойного налогообложения прибыли от международных воздушных и морских перевозок (2015 год) и Меморандум о взаимопонимании в целях содействия торговле и инвестициям (2016 год).

## Дипломатические представительства
- Бразилия имеет посольство в Аддис-Абебе[5].
- В 2021 году Эфиопия закрыла посольство в Бразилиа из-за финансового кризиса[6].